# Wataru Hashimoto
Wataru Hashimoto (født 14. september 1986) er en japansk fodboldspiller, som spiller for den japanske fodboldklub Vissel Kobe.